# Phyllonorycter ginnalae
Phyllonorycter ginnalae är en fjärilsart som först beskrevs av Ermolaev 1981.  Phyllonorycter ginnalae ingår i släktet guldmalar, och familjen styltmalar. Inga underarter finns listade i Catalogue of Life.